# تاکما گارسیا
تاکما گارسیا (انگلیسی: Txema García؛ زادهٔ ۴ دسامبر ۱۹۷۴) بازیکن فوتبال اهل آندورا است.
از باشگاه‌هایی که در آن بازی کرده‌است می‌توان به باشگاه فوتبال سانتا کولوما اشاره کرد.
وی همچنین در تیم ملی فوتبال آندورا بازی کرده‌است.